# Station Kassel-Wilhelmshöhe
Station Kassel-Wilhelmshöhe (Duits: Bahnhof Kassel-Wilhelmshöhe) is een station van de Duitse Spoorwegen in Kassel, gelegen aan de Hogesnelheidslijn Würzburg - Hannover. Het huidige station werd geopend in 1991. Het station wordt bediend door ICE, IC, RegioTram, RegionalBahn en RegionalExpress-treinen. Het station is belangrijker en verwerkt meer passagiers dan het Station Kassel Hauptbahnhof. Het centrum van Kassel is vanaf het station goed bereikbaar binnen 15 minuten met vier tramlijnen. Het station is genoemd naar het nabijgelegen Bergpark en Schloss Wilhelmshöhe, dat vermeld wordt op werelderfgoedlijst van Unesco en vele toeristen trekt.